# Düppenweiler
Düppenweiler (en sarrois Dibbeweller) est depuis 1974 un Ortsteil de la commune de Beckingen qui se trouve dans l'arrondissement de Merzig-Wadern et dans le Land allemand de la Sarre.

## Géographie
Düppenweiler est à environ 30 km au nord-ouest de Sarrebruck.

## Histoire
Düppenweiler a perdu le 1er janvier 1974 son statut de commune indépendante.

## Jumelages
- Étain (Meuse) (France)

## Lieux et monuments
- Église paroissiale placée sous le vocable de Saint Léger.

Musées
- Dorfmuseum, musée régional.

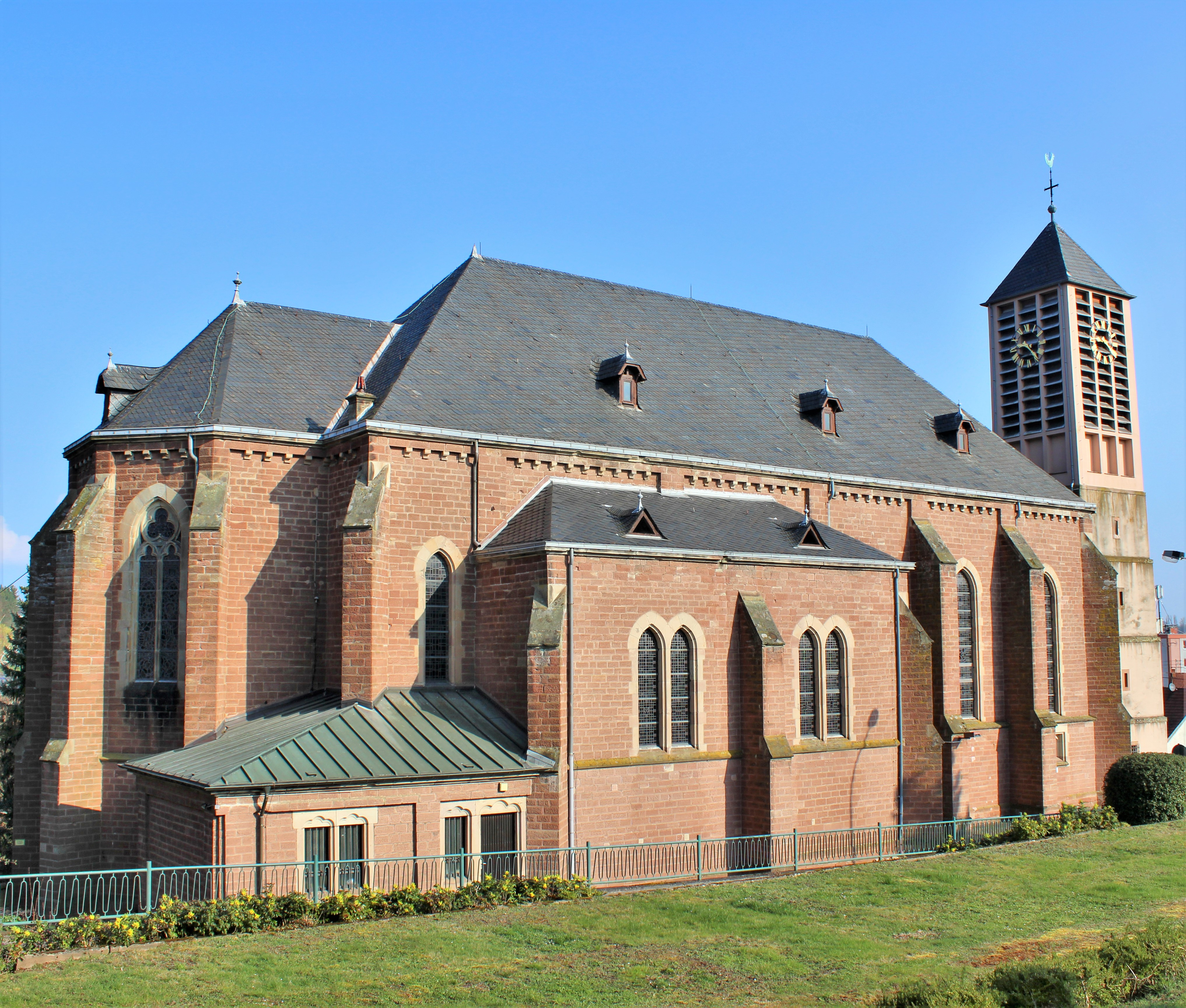
L'église Saint-Léger / St. Leodegar.

- Grube Düppenweiler, musée historique de l'ancienne mine de cuivre.

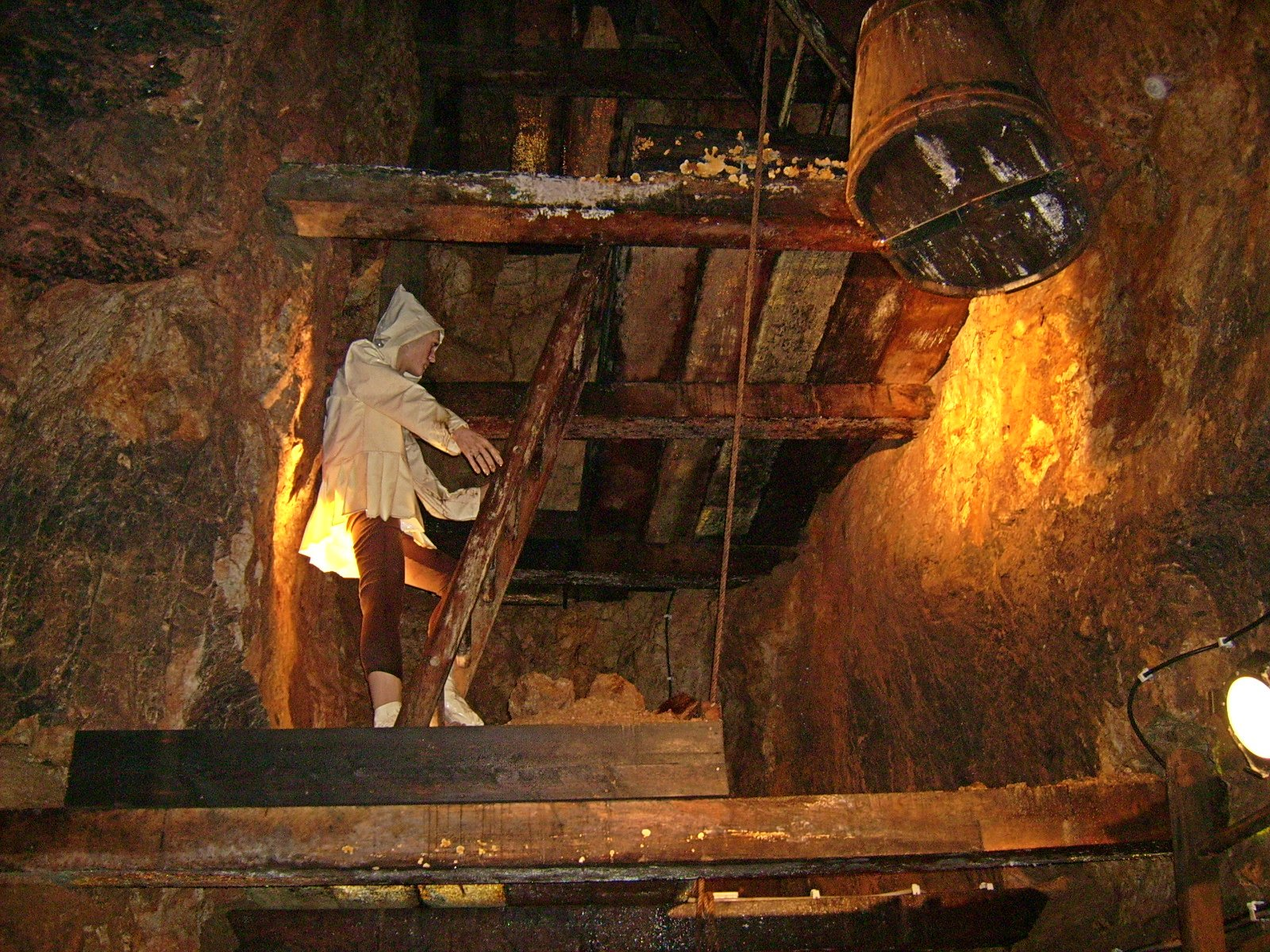
Reconstitution des travaux dans la mine de cuivre.

## Personnalités
Nées à Düppenweiler
- Bienheureuse Sœur Blandine Merten (1883-1918), religieuse ursuline allemande et institutrice.
- Elfriede Müller (* 1956), écrivaine allemande.